# Blind ermittelt – Mord an der Donau
Blind ermittelt – Mord an der Donau ist ein österreichisch-deutscher Fernsehfilm der Krimireihe Blind ermittelt aus dem Jahr 2023 von Anne Zohra Berrached mit Philipp Hochmair und Andreas Guenther in den Hauptrollen. Auf Flimmit wurde der Film am 17. April 2023 veröffentlicht. Die ORF-Erstausstrahlung erfolgte am 24. April 2023. Im Ersten wurde der Film unter dem Titel Der Wien-Krimi: Blind ermittelt – Tod an der Donau erstmals am 11. Mai 2023 gezeigt.

## Handlung
Im neunten Fall des Duos Alexander „Alex“ Haller und Nikolai „Niko“ Falk ermitteln diese zunächst in einem zweifachen Mordfall.
An der Donau wird in der Nähe der Brigittenauer Brücke die Leiche einer Frau mit einem Bauchschuss gefunden, die in einer Aussteigerkolonie campierte. Gefunden haben die Leiche Tina Naber und ihre gehörlose Tochter Jennifer. Die beiden gehören ebenso wie die ermordete frühere Versicherungsmaklerin Dagmar Moser der Aussteigerszene an und leben in einem alten Wohnmobil. Im benachbarten Gebüsch liegt ein Läufer, der ebenfalls erschossen wurde. Möglicherweise wurde er Zeuge eines Raubüberfalles. Die Tatwaffe dürfte dieselbe gewesen sein, allerdings aus größerer Entfernung.
Zu den Verdächtigen zählt Dagmars Ex-Mann Martin Moser. Er hat für die Tatzeit kein Alibi, zuletzt hatte er seine Ex-Frau vor zwei Wochen gesehen. Seine Frau hatte sich vor einem Jahr scheiden lassen, weil sie frei und unabhängig sein wollte. Laut Joschi Neumayr, einem weiteren Bewohner der Kolonie, hatte Martin seine Frau nach der Scheidung weiterhin verfolgt. Martin wurde von seiner Ex-Frau wegen Stalkings angezeigt, verwarnt und weggewiesen. Laura Jandas Assistent Peter Lassmann vermutet einen Mord aus Eifersucht. Janda verdächtigt dagegen Joschi Neumayr, der mit Dagmar eine Affäre hatte und wegen unerlaubten Waffenbesitzes vorbestraft war. Außerdem hatte er zwei Tage vor dem Mord Geld mit der Bankomatkarte des Opfers abgehoben. Er behauptet, im Auftrag von Dagmar gehandelt zu haben.
Beim zweiten Opfer handelt es sich um den Theaterdirektor Thomas Bachmann, dessen nunmehrige Witwe Klara als Schauspielerin tätig ist. Max Bachmann ist Regisseur und übernimmt nach dem Tod seines Bruders die künstlerische Leitung. Haller vernimmt die gehörlose Jennifer Naber mittels Lorm-Alphabet, dabei erfährt er, dass Dagmar und Tina gestritten hatten. Außerdem vermutet er mittlerweile, dass nicht Dagmar Moser das primäre Ziel war, sondern Thomas Bachmann. Von Jennifer Naber erhalten die Ermittler auch Dagmars Mobiltelefon, Jennifer hatte es am Tatort gefunden und wollte es zu Geld machen.
Aus den Unterlagen von Dagmar Moser geht hervor, dass sie Thomas Bachmann eine Lebensversicherung verkauft hat. Von Joschi Neumayr erfahren die Ermittler, dass Dagmar immer Geld hatte ohne zu arbeiten. Möglicherweise hat sie Thomas erpresst. Martin Moser vermutet gegenüber den Bachmanns, dass der Begünstigte der Lebensversicherung Thomas ermordet hat. Bald darauf wird auch Martin ermordet aufgefunden, Max Bachmann wird vorübergehend unter dem Verdacht festgenommen, alle drei Morde begangen zu haben.
Haller findet heraus, dass Klara eine Lebensversicherung für ihren Mann abgeschlossen hatte, ohne dass er davon wusste, weil er sich von ihr scheiden lassen wollte und sie jahrelang hintergangen hatte. Max hatte ihm dabei geholfen. Klara Bachmann wurde von Dagmar Moser erpresst, Tina Naber hat dies herausgefunden und wollte ebenfalls einen Anteil an dem Geld, das Dagmar erhalten hat. Klara Bachmann wird schließlich wegen dreifachen Mordes festgenommen.

## Produktion
Die Dreharbeiten fanden gemeinsam mit der achten Folge Tod im Weinberg von Oktober bis  Anfang Dezember 2022 in Wien und Umgebung statt.
Produziert wurde der Film von der österreichischen Mona Film und der deutschen Tivoli Film der Produzenten Thomas Hroch und Gerald Podgornig. Beteiligt waren der Österreichische Rundfunk und die ARD (Degeto Film), unterstützt vom Fernsehfonds Austria und dem Filmfonds Wien.
Die Kamera führte Matthias Pötsch, die Musik schrieben Jasmin Reuter, Martin Glos und Christian Ziegler. Die Montage verantwortete Olivia Retzer, das Casting Nicole Schmied. Das Kostümbild gestaltete Theresa Ebner-Lazek, das Szenenbild Katharina Haring und Nina Salak und das Maskenbild Danijela Brdar.

## Rezeption

### Kritiken
Tilmann P. Gangloff meinte auf tittelbach.tv, dass der Qualitätsunterschied dieser Folge zur Episode Tod im Weinberg enorm sei, das detailreiche Drehbuch sei von großer Raffinesse, die Umsetzung erfreue durch allerlei Kabinettstückchen und die Bezüge zu Brechts Dreigroschenoper seien ein großer Spaß.
Oliver Armknecht bewertete den Film auf film-rezensionen.de mit vier von zehn Punkten. Diese Folge sei besser als der Vorgänger, auch wenn die Auflösung überzogen sei.

### Quote
Bei der Erstausstrahlung am 11. Mai 2023 verfolgten in Deutschland insgesamt 4,84 Millionen Zuschauer die Filmhandlung, was einem Marktanteil von 18,5 Prozent für Das Erste entsprach.